# Podocnemis unifilis
Podocnemis unifilis là một loài rùa trong họ Podocnemididae. Loài này được Troschel mô tả khoa học đầu tiên năm 1848.

## Hình ảnh

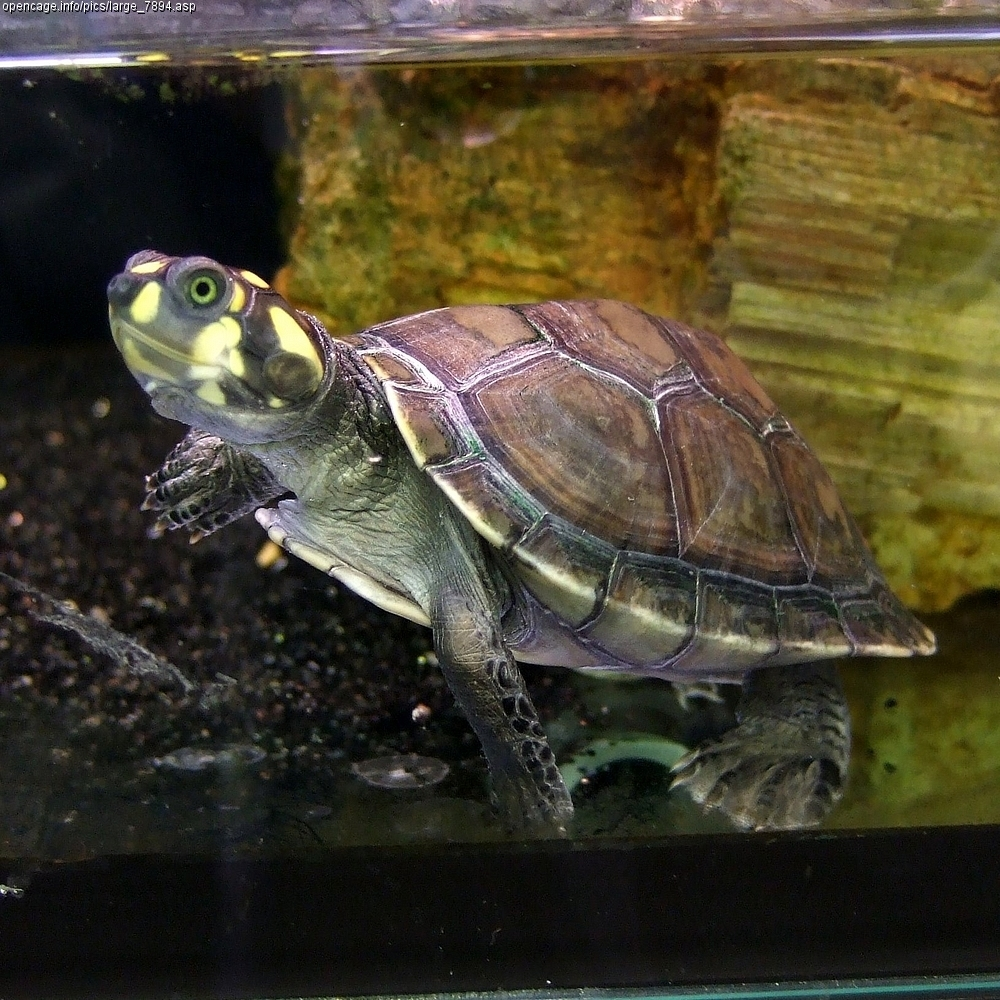
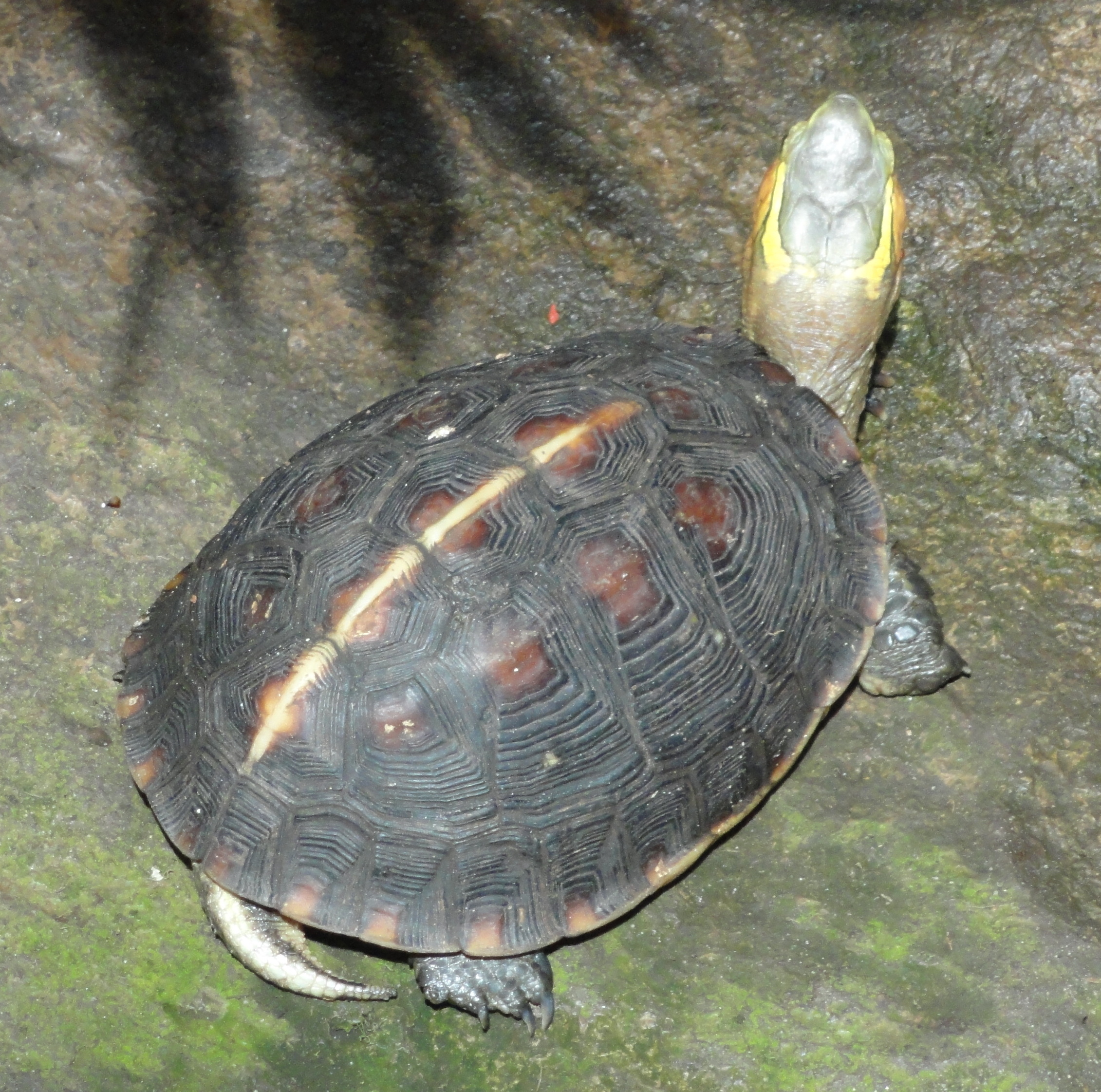
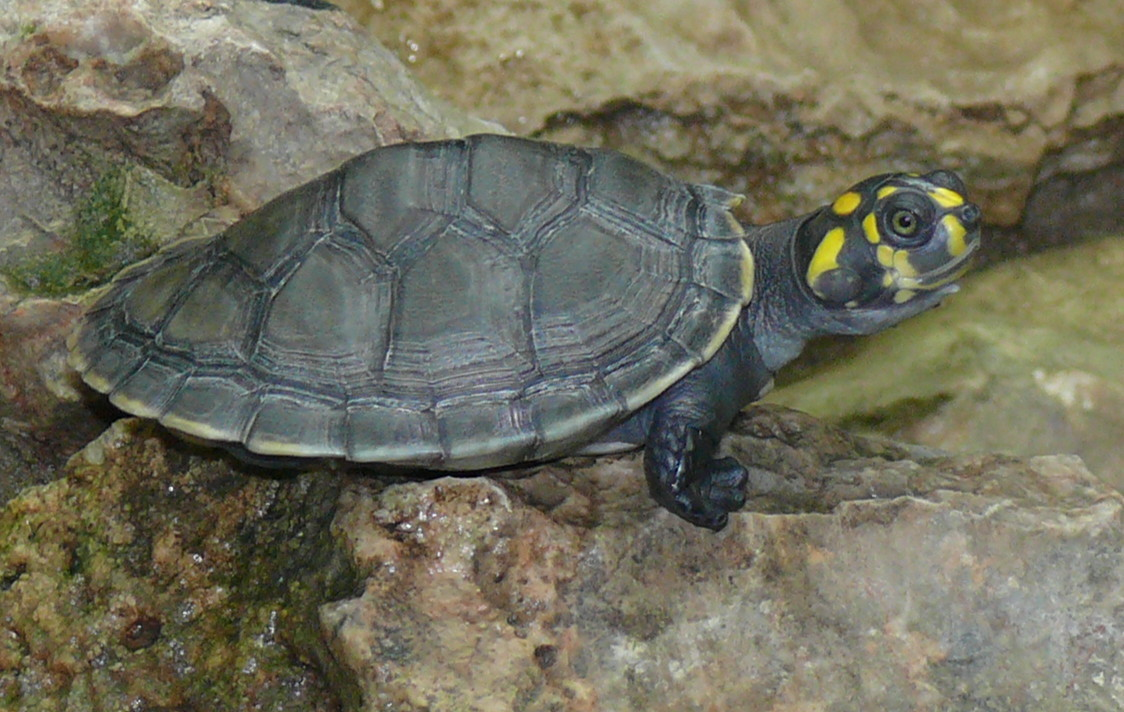
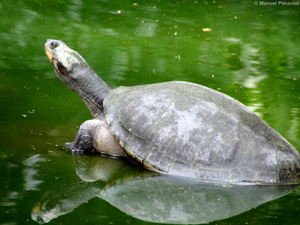